# Bernhard

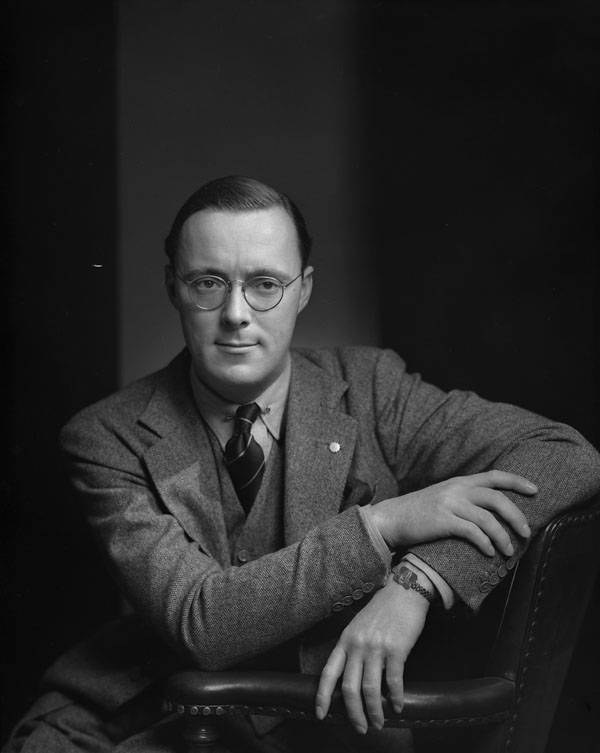
Prins Bernhard, 1942

Bernhard is een tweestammige Oudhoogduitse jongensnaam die afgeleid is van de woorden "bero" (Bär) (betekenis: Beer) en "hard" (betekenis: hard, sterk, moedig). De naam kan dus samengevat worden als sterk en/of moedig als een beer. De naam kwam veel voor in het Germaanse gebied, maar is ook geadapteerd in het Frans. De naam is altijd populair gebleven, daar verschillende heiligen hem hebben gedragen, onder andere Bernard van Clairvaux.

## Varianten
De volgende voornamen zijn van Bernhard afgeleid:
Barend (m), Bé (m), Berend (m), Berendien (v), Berendientje (v), Berendina (v), Berendine (v), Berendinus (m), Berendje, Berentien, Berentina, Berentine, Berentje, Bern (m), Berna (v), Bernaard (m), Bernadet (v), Bernadette (v), Bernadetto (m), Bernadina (v), Bernadine (v), Bernard (m), Bernarda (v), Bernarde (v), Bernardien (v), Bernardin (m), Bernardina (v), Bernardine (v), Bernardo (m), Bernardus (m), Bernd (m), Berndina (v), Berndine (v), Berne (m), Bernharde (v), Bernhardina (v), Bernhardine (v), Bernhardus (m), Bernie (m), Bernke (v), Bernát (m), Berredina (v), Bere (m)

## Populariteit in Nederland
De voornaam Bernhard kreeg in Nederland een plotselinge populariteit in de tweede helft van de jaren dertig – in de tijd toen de relatie tussen prinses Juliana en Bernhard van Lippe-Biesterfeld bekend werd – met een piek in 1941, dus tijdens de Tweede Wereldoorlog. In latere jaren is de populariteit van de naam weer teruggelopen. Ook de variant Bernard (zonder h) bereikte een top in de jaren veertig, maar die was veel minder opvallend. Verwante vormen als Barend en Berend vertonen dit patroon niet.

## Beroemde naamdragers
- Bernhard Riemann (1826-1866), Duits wiskundige
- Bernhard Rein (1897-1976), Estisch voetballer en voetbalcoach
- Bernhard Grzimek (1909-1987), Duits zoöloog, documentairemaker en tv-persoonlijkheid
- Prins Bernhard (1911-2004), echtgenoot van koningin Juliana
- Bernhard Langer (1957), Duits golfspeler
- Prins Bernhard junior (1969), zoon van prinses Margriet
- Bernhard Eisel (1981), Oostenrijks wielrenner
- George Bernard Shaw (1856-1950), Iers schrijver